# Giải quần vợt Mỹ Mở rộng 2008

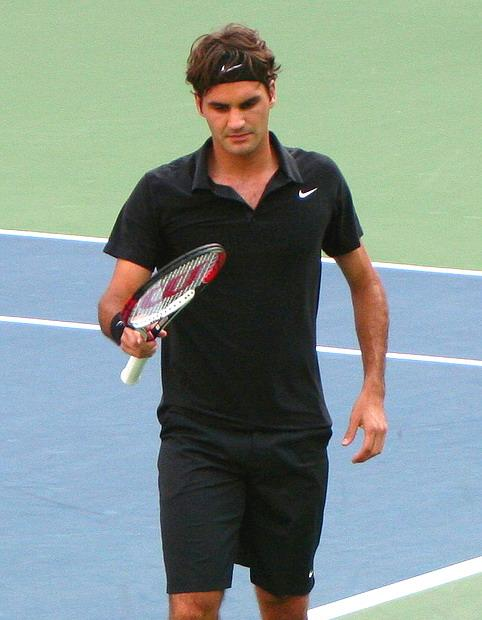
Đương kim vô địch đơn nam
Roger Federer

Giải quần vợt Mỹ Mở rộng 2008 là giải quần vợt thi đấu trên sân cứng ngoài trời. Đây là Giải quần vợt Mỹ Mở rộng lần thứ 127, giải Grand Slam thứ tư và cũng là cuối cùng trong năm 2008. Giải được tổ chức tại Trung tâm Quần vợt Quốc gia Billie Jean King tại Flushing Meadows, thành phố New York, New York, Mỹ từ ngày 25 tháng 8 đến 7 tháng 9 năm 2008.
Ở giải nam, Roger Federer cố gắng có được chức vô địch lần thứ 5 liên tiếp, trong khi đó ở giải nữ chắc chắn sẽ có nhà vô địch mới, do đương kim vô địch Justine Henin đã giải nghệ từ đầu năm.

## Sự kiện theo ngày

### Ngày đầu tiên
Rafael Nadal thắng Bjorn Phau 7-6(4), 6-3, 7-6(4). Hạt giống số 7 David Nalbandian vượt qua Marcos Daniel của Brasil 6-1, 6-2, 6-4. Hạt giống số 10 người Thụy Sĩ Stanislas Wawrinka vượt qua vòng 1 với một séc tiebreak trước Simone Bolelli, 7-6(5), 6-3, 6-3, trong khi đó tay vợt chủ nhà Wayne Odesnik thắng một trận đấu khó khăn trước Fabio Fognini sau khi hai lần bị dẫn trước: 2-6, 6-0, 4-6, 6-3, 6-4. Trong trận đấu kéo dài 5 séc, hạt giống số 27 Feliciano López thua tay vợt Áo Jürgen Melzer, 4-6, 7-6(5), 6-2, 2-6, 6-4. Hạt giống số 6 Andy Murray dễ dàng vượt qua Sergio Roitman 6-3, 6-4, 6-0 và sẽ gặp Michaël Llodra ở vòng sau. Một trong những trận đấu kéo dài nhất trong ngày là tay vợt qua vòng loại người Mỹ Ryler de Hart thắng Olivier Rochus 7-6(4), 5-7, 6-4, 3-6, 6-4. Juan Martin del Potro, trước giải đã có đến 19 chiến thắng liên tiếp, thắng đồng hương Argentina Guillermo Canas;
Bên sân nữ, Jelena Janković dễ dàng thắng tay vợt đặc cách nước chủ nhà Coco Vandeweghe, ngược lại hạt giống số 24 Shahar Pe'er thất thủ trước Lý Na 2-6, 6-0, 6-1. Hạt giống số 8 Vera Zvonareva và số 14 Vitoria Azarenka đều thắng trong hai séc. Những tay vợt lọt vào vòng sau khác có hạt giống số 15 Patty Schnyder, hạt giống số 21 Caroline Wozniacki, hạt giống số 28 Katarina Srebotnik, hạt giống số 26 Anabel Medina Garrigues. Trong khi đó hạt giống số 10 Anna Chakvetadze bất ngờ thua Ekaterina Makarova 6-1, 2-6, 3-6 và đồng hương của Chakvetadze là hạt giống số 22 Maria Kirilenko thua Tamira Paszek 2–6, 6–0, 6–1.
- Các hạt giống bị loại: Feliciano Lopez, Juan Monaco; Anna Chakvetadze, Maria Kirilenko, Shahar Peer.

### Ngày thứ hai

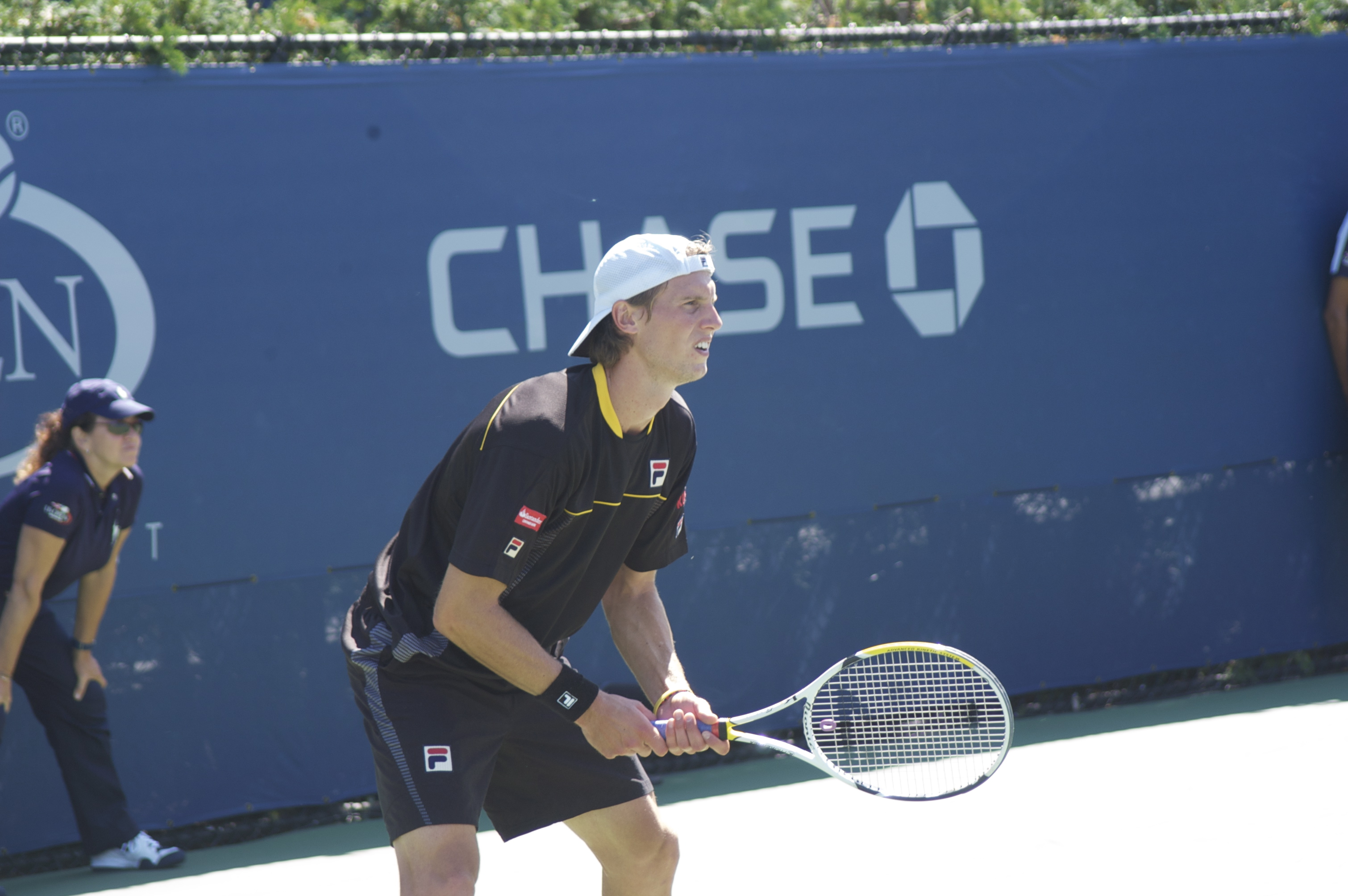
Andreas Seppi

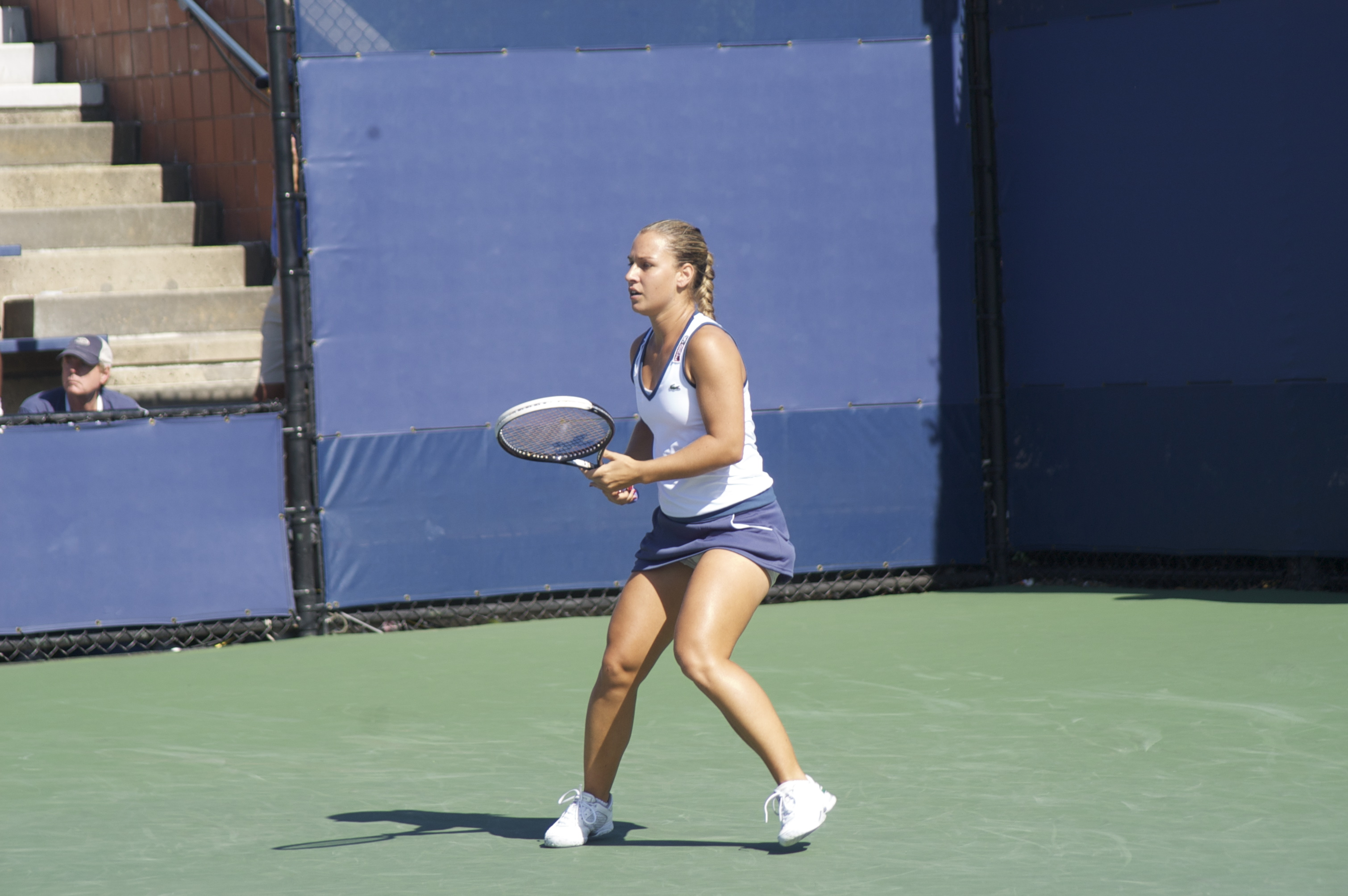
Dominika Cibulkova

Ngày thi đấu thứ hai diễn ra các trận vòng một của nhánh dưới. Các hạt giống Fernando Gonzalez, Fernando Verdasco, Ivo Karlovic, Tommy Robredo, Igor Andreev và Paul-Henri Mathieu đều vượt qua vòng một. Đương kim vô địch và là hạt giống số 2 Roger Federer, tham gia giải Grand Slam đầu tiên kể từ Giải quần vợt Úc Mở rộng 2004 với tư cách không phải hạt giống số 1, hạ Maximo Gonzalez 6–3, 6–0, 6–3, và Andreas Seppi, hạt giống 31, phải có năm séc đấu vất vả (6–3, 7–5, 3–6, 3–6, 6–3) mới vượt qua Lee Hyung-taik. Bốn hạt giống rời khỏi cuộc chơi: Richard Gasquet, thất thủ sau năm séc trước cựu số 2 thế giới Tommy Haas; Tomas Berdych, thua tay vợt chủ nhà Sam Querrey ba séc trắng; Nicolas Kiefer, bỏ cuộc sau khi đang thua Ivo Minar 1–2 và bị dẫn 1–4 ở séc thứ tư; và Mikhail Youzhny bỏ cuộc trước trận đấu.
Hạt giống số 1 giải nữ Ana Ivanovic, vừa phục hồi chấn thương, có một trận đấu mở màn khó khăn trước Vera Dushevina khi bị thua một séc 6–1, 4–6, 6–4. Chị em nhà Williams Venus và Serena, hai cựu vô địch và Dinara Safina dễ dàng vượt qua vòng một. Các hạt giống khác Agnieszka Radwanska, Agnes Szavay, Flavia Pennetta, Alize Cornet, Dominika Cibulkova, Nadia Petrova, Nicole Vaidisova, Alona Bondarenko, Ai Sugiyama, và cựu số 1 thế giới Amelie Mauresmo đều vào vòng hai. Những người thất bại gồm có hạt giống 11 Daniela Hantuchova thất bại nặng trước tay vợt phải thi đấu vòng loại Anna-Lena Groenefeld, và hạt giống số 31 Virginie Razzano cũng thua hai séc trắng.
- Các hạt giống bị loại: Richard Gasquet, Tomas Berdych, Mikhail Youzhny (bỏ cuộc), Nicolas Kiefer; Daniela Hantuchova, Virginie Razzano

### Ngày thứ ba
Ngày thứ ba thi đấu nốt các trận vòng một giải nam và bắt đầu các trận vòng hai ở nhánh dưới của nữ.
Hạt giống số 3 của nam Novak Djokovic thắng Arnaud Clement ba séc trắng, nhưng trong trận đấu bị một chấn thương mắt cá, phải chữa trị ngay trên sân. Andy Roddick có một khởi đầu hoàn hảo khi thắng Fabrice Santoro ba séc trắng. Nikolay Davydenko dự giải với thể lực không tốt, như lời anh nói, đã cho thấy trình độ khi vượt qua Dudi Sela 6–3, 6–3, 6–3. Nicolas Almagro, Jo-Wilfried Tsonga, Radek Stepanek và Marin Cilic là những hạt giống thắng trận, không hạt giống nào bị loại trong ngày thi đấu này.
Ở sân nữ, các hạt giống Elena Dementieva, Patty Schnyder, Marion Bartoli, Victoria Azarenka và Caroline Wozniacki đều có chiến thắng để vào vòng ba. Hai hạt giống gặp khó trước đối thủ là Jelena Jankovic và Svetlana Kuznetsova. Jankovic gặp Sofia Arvidsson, dù đã có cơ hội giành điểm thắng trận ở séc thứ hai nhưng cuối cùng vẫn phải đánh đến ba séc với thời gian kéo dài đến 2 giờ 44 phút: 6–3, 6–7(5), 6–4. Trong khi đó Kuznetsova bị dẫn 4–2 ở séc thứ nhất, nhưng đã kịp gỡ lại và thắng chung cuộc 2 séc. Đồng hương người Nga Vera Zvonareva, vừa giành huy chương đồng thế vận hội lại thất thủ trước Tatiana Perebiynis; Francesca Schiavone thua Anne Keothavong, giúp Keovathong trở thành tay vợt nữ Anh đầu tiên lọt vào vòng ba giải Mỹ Mở rộng kể từ năm 1991 Anabel Medina Garrigues thua trước tay vợt vừa lọt vào bán kết Wimbledon Trịnh Khiết.
- Các hạt giống bị loại: Vera Zvonareva, Francesca Schiavone, Anabel Medina Garrigues

### Ngày thứ tư

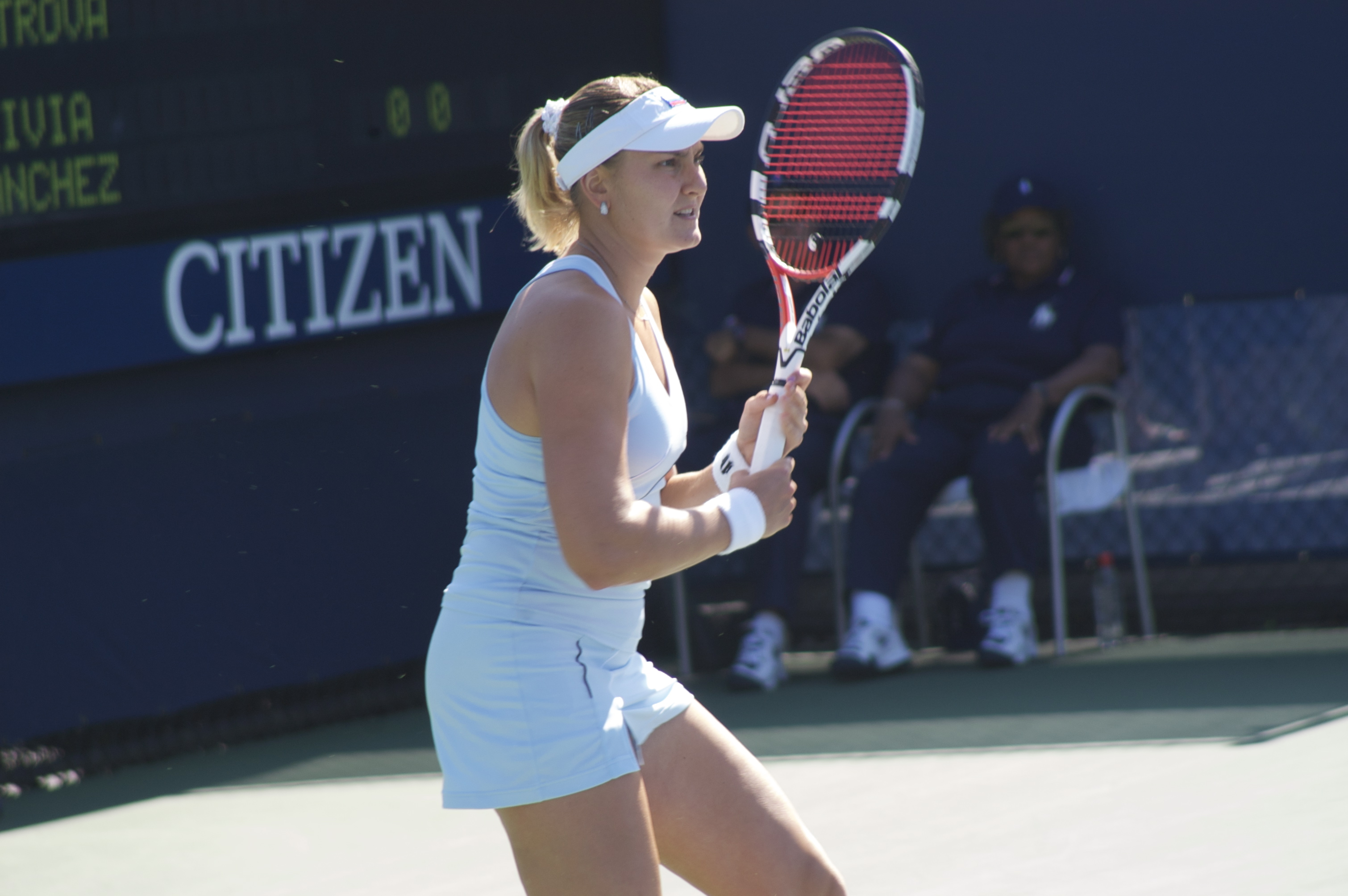
Nadia Petrova

Vòng hai của giải nam bắt đầu. Các hạt giống David Nalbandian, Stanislas Wawrinka, Ivo Karlovic, Gilles Simon và Juan Martin del Potro đều thắng để lọt vào vòng ba. Rafael Nadal tiếp tục có chiến thắng ba séc trắng, nhưng thuyết phục hơn vòng một trước Ryler De Heart. Ba hạt giống gặp chút khó khăn là David Ferrer, thắng Andreas Beck sau bốn séc; Andy Murray, đã có lúc mất ổn định trong trận thắng Michael Llodra 6–4, 1–6, 7–5, 7–6(7), và James Blake, sau hai séc hoà 1–1 với Steve Darcis thì đối thủ bỏ cuộc. Hai hạt giống rời cuộc chơi trong ngày thứ tư: Philipp Kohlschreiber bỏ cuộc khi gặp á quân giải Legg Mason Classic Viktor Troicki, khi đang thua 1–2 và bị dẫn 3–0 ở séc thứ tư; một hạt giống khác là Paul-Henri Mathieu thua tay vợt chủ nhà Mardy Fish 2–6 6–3, 3–6, 4–6.

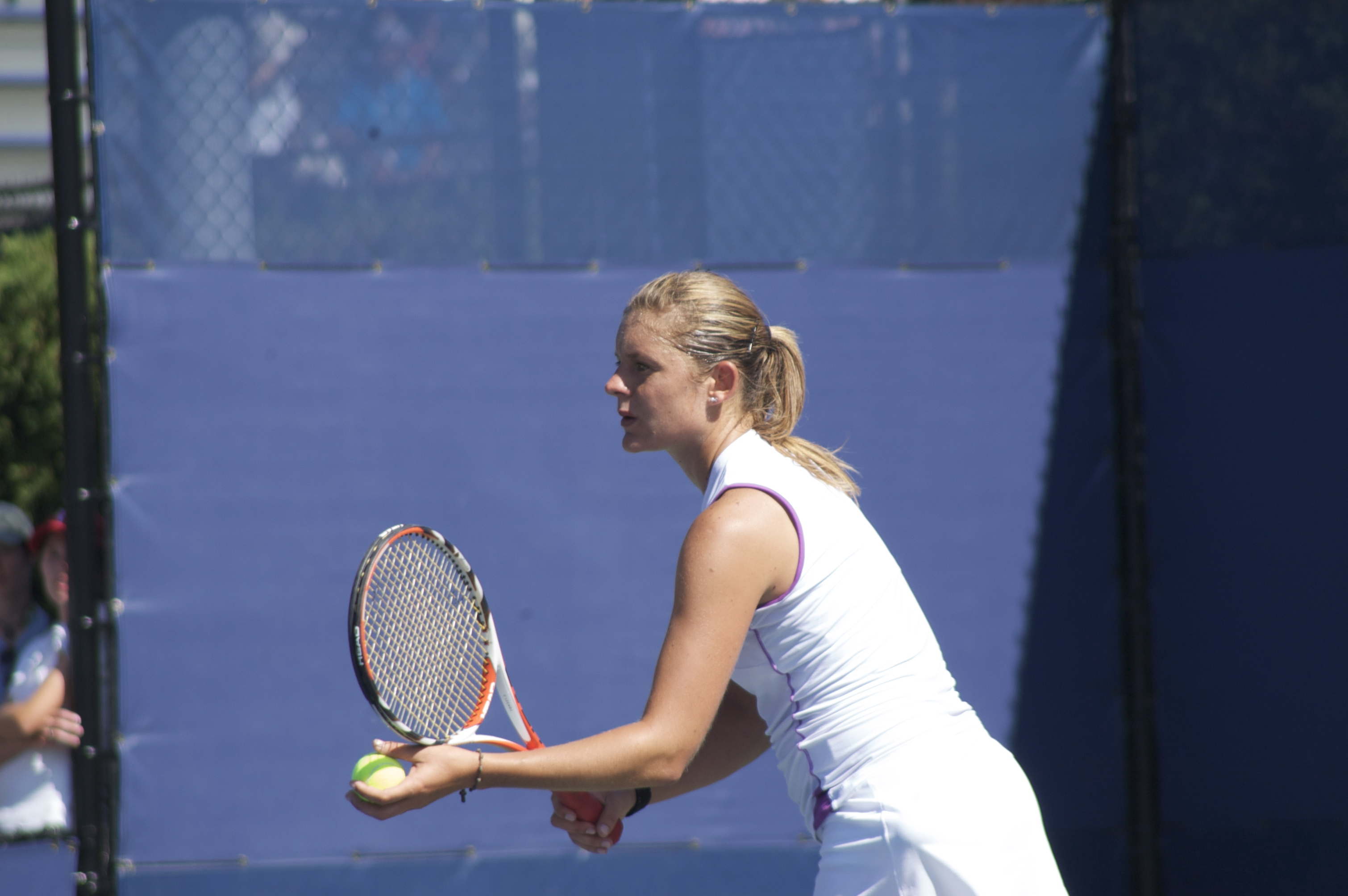
Julie Coin

Bất ngờ lớn nhất bên sân nữ từ đầu giải là việc tay vợt hạng 188 người Pháp Julie Coin đã đánh bại tay vợt số 1 thế giới Ana Ivanovic sau ba séc 6–3, 4–6, 6–3. Đây là hạt giống số 1 của giải bị loại sớm nhất trong kỉ nguyên mở của quần vợt, và là lần đầu tiên sau khi hạt giống số 1 Maria Bueno bị loại ở vòng hai năm 1967 (lúc đó giải còn mang tên Giải quần vợt vô địch quốc gia Mỹ). Ivanovic, cũng từng bị loại sớm ở Wimbledon năm nay, thừa nhận mình đã không thể hiện đúng trình độ của một tay vợt số một thế giới. Coin sẽ gặp Amelie Mauresmo, người đánh bại Kaia Kanepi 2–6, 6–4, 6–0, ở vòng sau. Venus Williams dễ dàng vượt qua Rossana de los Rios 6–0, 6–3, và cô em Serena cũng thắng dễ Elena Vesnina, 6–1, 6–1. Một hạt giống gặp khó khăn ở vòng này là Dinara Safina, khi cô vất vả vượt qua Roberta Vinci 6–4, 6–3; Agnieszka Radwanska, Nadia Petrova, Flavia Pennetta, Alize Cornet và Dominika Cibulkova đều đi tiếp. Hai hạt giống bị loại là Agnes Szavay, thua Tathiana Garbin và Nicole Vaidisova, thua Severine Bremond.
- Các hạt giống bị loại: Paul-Henri Mathieu, Philipp Kohlschreiber; Ana Ivanovic, Agnes Szavay, Nicole Vaidisova.
- Các cặp hạt giống bị loại: Arnaud Clement / Michael Llodra (bỏ cuộc), Max Mirnyi / Jamie Murray; Victoria Azarenka / Shahar Peer; Chiêm Vịnh Nhiên / Julian Knowle.

### Ngày thứ năm
Ở ngày thi đấu thứ năm, Roger Federer và Nikolay Davydenko dễ dàng vào vòng ba khi đối thủ của họ chỉ là Thiago Alves và Augustin Calleri. Novak Djokovic dù bị Robert Kendrick dẫn trước trong loạt tiebreak nhưng đã kịp lội ngược dòng để thắng séc thứ nhất và thắng tiếp hai séc sau. Sau trận, Djokovic phát biểu rằng chiến thắng ở séc đầu tiên đã tạo sức mạnh tinh thần cho anh. Một hạt giống khác gặp khó khăn ở séc thứ nhất là Andy Roddick khi thua Ernests Gulbis 3–6, trước khi thắng lại ba séc sau 7–5, 6–2, 7–5. Fernando Gonzalez dù gặp chấn thương mắt cá chân vẫn thắng Bobby Reynolds ba séc trắng;Tommy Robredo loại nhà vô địch năm 2000 champion Marat Safin sau bốn séc. Gilles Muller và Jarkko Nieminen, hai tay vợt không phải hạt giống, đã thắng sau khi bị đối thủ dẫn trước hai séc. Các hạt giống khác đi tiếp là Fernando Verdasco, Nicolas Almagro, Jo-Wilfried Tsonga, Igor Andreev, Dmitry Tursunov, Radek Stepanek, Marin Cilic và Andreas Seppi.
Ở giải nữ Svetlana Kuznetsova trở thành tay vợt thứ hai trong 5 hạt giống hàng đầu bị loại trong vòng 2 ngày, khi thua hạt giống số 28 Katarina Srebotnik, 3–6, 7–6(1), 3–6. Kuznetsova đã chúc mừng chiến thắng của Srebotnik và không thấy lo ngại với màn trình diễn của mình. Jelena Jankovic gặp chút khó khăn khi đấu với Trịnh Khiết nhưng cũng đã có chiến thắng sau hai séc 7–5, 7–5 dù Trịnh đã kiên cường cứu được 4 điểm thắng trận của Jankovic ở séc cuối khi giằng co tới 11 điểm hoà. Marion Bartoli vào vòng bốn sau khi hạ tay vợt kì cựu Lindsay Davenport, tay vợt không phủ nhận cũng như không khẳng định rõ ràng cô sắp giải nghệ hay chưa. Các hạt giống Elena Dementieva, Patty Schnyder và Sybille Bammer đều có những trận đấu dễ dàng để tiến bước, trong khi đó ở trận đấu giữa hai hạt giống 21 Caroline Wozniacki và 14 Victoria Azarenka thì phần thắng đã thuộc về hạt giống hạng thấp hơn.
- Các hạt giống bị loại: Svetlana Kuznetsova, Victoria Azarenka, Lindsay Davenport
- Các cặp hạt giống bị loại: Jonas Bjorkman / Kevin Ullyett, Pablo Cuevas / Luis Horna; Nuria Llagostera Vives / Maria Jose Martinez Sanchez

### Ngày thứ sáu
- Các hạt giống bị loại: David Ferrer, David Nalbandian, Ivo Karlovic, Gilles Simon; Alize Cornet, Dominika Cibulkova, Nadia Petrova, Alona Bondarenko, Ai Sugiyama;
- Các cặp hạt giống bị loại: Jonathan Erlich / Andy Ram, Julien Benneteau / Nicolas Mahut, Simon Aspelin / Julian Knowle; Elena Vesnina / Vera Zvonareva

## Hạt giống
Không tham dự: Maria Sharapova, Mario Ancic.
| 1. Rafael Nadal (Bán kết, thua Andy Murray) 2. Roger Federer (Vô địch) 3. Novak Djoković (Bán kết, thua Roger Federer) 4. David Ferrer (Vòng 3, thua Kei Nishikori) 5. Nikolay Davydenko (Fourth Round, lost to Gilles Müller) 6. Andy Murray (Final, lost to Roger Federer) 7. David Nalbandian (Vòng 3, thua Gael Monfils) 8. Andy Roddick (Quarterfinals, lost to Novak Djoković) 9. James Blake (Third Round, lost to Mardy Fish) 10. Stanislas Wawrinka (Fourth Round, lost to Andy Murray) 11. Fernando González (Fourth Round, lost to Andy Roddick) 12. Richard Gasquet (Vòng 1, thua Tommy Haas) 13. Fernando Verdasco (Third Round, lost to Igor Andreev) 14. Ivo Karlovic (Vòng 3, thua Sam Querrey) 15. Tommy Robredo (Fourth Round, lost to Novak Djoković) 16. Gilles Simon (Vòng 3, thua Juan Martin del Potro) 17. Juan Martín del Potro (Quarterfinals, lost to Andy Murray) 18. Nicolás Almagro (Third Round, lost to Gilles Müller) 19. Jo-Wilfried Tsonga (Third Round, lost to Tommy Robredo) 20. Nicolas Kiefer (Vòng 1, thua Ivo Minar) 21. Mikhail Youzhny (Bỏ cuộc) 22. Tomas Berdych (Vòng 1, thua Sam Querrey) 23. Igor Andreev (Fourth Round, lost to Roger Federer) 24. Paul-Henri Mathieu (Vòng 2, thua Mardy Fish) 25. Philipp Kohlschreiber (Vòng 2, thua Viktor Troicki) 26. Dmitry Tursunov (Third Round, lost to Nikolay Davydenko) 27. Feliciano Lopez (Vòng 1, thua Jurgen Melzer) 28. Radek Štěpánek (Third Round, lost to Roger Federer) 29. Juan Monaco (Vòng 1, thua Kei Nishikori) 30. Marin Čilić (Third Round, lost to Novak Djoković) 31. Andreas Seppi (Third Round, lost to Andy Roddick) 32. Gaël Monfils (Fourth Round, lost to Mardy Fish) | 1. Ana Ivanovic (Vòng 2, thua Julie Coin) 2. Jelena Jankovic 3. Svetlana Kuznetsova (Vòng 3, thua Katarina Srebotnik) 4. Serena Williams 5. Elena Dementieva 6. Dinara Safina 7. Venus Williams 8. Vera Zvonareva (Vòng 2, thua Tatiana Perebiynis) 9. Agnieszka Radwanska 10. Anna Chakvetadze (Vòng 1, thua Ekaterina Makarova) 11. Daniela Hantuchova (Vòng 1, thua Anna-Lena Groenefeld) 12. Marion Bartoli 13. Agnes Szavay (Vòng 2, thua Tathiana Garbin) 14. Victoria Azarenka (Vòng 3, thua Caroline Wozniacki) 15. Patty Schnyder 16. Flavia Pennetta 17. Alize Cornet (Vòng 3, thua Anna-Lena Groenefeld) 18. Dominika Cibulkova 19. Nadia Petrova 20. Nicole Vaidisova (Vòng 2, thua Severine Bremond) 21. Caroline Wozniacki 22. Maria Kirilenko (Vòng 1, thua Tamira Paszek) 23. Lindsay Davenport (Vòng 3, thua Marion Bartoli) 24. Shahar Peer (Vòng 1, thua Lý Na ) 25. Francesca Schiavone (Vòng 2, thua Anne Keothavong) 26. Anabel Medina Garrigues (Vòng 2, thua Trịnh Khiết) 27. Alona Bondarenko (Vòng 3, thua Venus Williams) 28. Katarina Srebotnik 29. Sybille Bammer 30. Ai Sugiyama (Vòng 3, thua Serena Williams) 31. Virginie Razzano (Vòng 1, thua Timea Bacsinszky) 32. Amelie Mauresmo |